# Nina Karpaciova
Nina Karpaciova (în ucraineană Ніна Карпачова; n. 12 august 1957, Ceadîr-Lunga, URSS) este o juristă și politiciană ucraineană, care a deținut postul de avocat al poporului (Ombudsman) pentru drepturile omului din cadrul Radei Supreme în perioda anilor 1998–2012. Este de asemenea un candidat în științe juridice și profesor asociat, fost membru al Comisiei de înaltă calificare a judecătorilor din Ucraina și „Jurist emerit” al Ucrainei.
S-a născut în orașul Ceadîr-Lunga din RSS Moldovenească (actualmente Găgăuzia, Republica Moldova).